# Joventut (revista)
Joventut va ser una revista setmanal de tendència modernista dedicada a la literatura, les arts i les ciències, publicada a Barcelona entre els anys 1900 i 1906; sortia cada dijous i era la portaveu política de la Unió Catalanista. Els seus redactors provenien de la publicació Setmana Catalanista, favorable al catalanisme polític. La direcció va ser assumida pel periodista Lluís Via. El mecenes fou Josep Oriol Martí i l'impressor des de l'inici fins al final de la publicació fou Fidel Giró. La seva importància rau en la divulgació dels grans mestres del món gràfic i literari, tant a nivell local com europeu. Beneficiada per les idees de la Renaixença, vol donar importància a la llengua catalana i a les seves arts. La publicació afirmava: «Quan més català, més europeu i com més barceloní, més universal».

## Estructura
La revista constava de setze pàgines i incloïa articles seguint el següent esquema aproximat:
1. Article, majoritàriament d'actualitat, referent al catalanisme polític i cultural.
2. Fets importants o crítiques a aquests, que variaven segons la setmana.
3. Article en forma de narració, sempre amb un rerefons polític o relacionat amb l'actualitat del moment.
4. Articles sobre temes artístics: concerts, exposicions, esdeveniments musicals, crítica teatral... Aquestes ressenyes eren a nivell local i europeu. La producció literària era important; s'hi escrivien poesies, contes, narracions breus, algunes de les quals tenien continuïtat en uns quants números.
5. Apartat de notícies titulat Novas es tractava de manera concisa esdeveniments, exposicions, mítings, o petites reunions.
6. Apartat Bibliografia en què s'esmenten els llibres que els havien arribat al llarg de la setmana.

L'índex de la revista número 5 es pot prendre com a model d'aquesta estructura:
- Supranacionals! per Pompeu Gener (CATALANISME)
- La primers escena del primer quadro del primer acte de la primera comedia per Albert Llanas (TEATRE)
- Sacrifici per Trinitat Monegal (NARRACIÓ BREU)
- Els ulls de la Verge per A.Bori i Fontestá (POESIA)
- Els concerts del Liceu per Joaquim Pena (CRÍTICA MUSICAL)
- Teatres: Romea per Jeroni Zanné (CRÍTICA TEATRAL)
- Novetats per Salvador Vilaregut (NOVETATS TEATRAL)
- Bibliografia per Josep Oriol Martí (BIBLIOGRAFIA)
- Consistori dels Jochs Florals: Llista de les composicions rebudes en secretaria
- Novas (NOTÍCIES)

## Format gràfic
Cada revista consta de setze pàgines de text a dues columnes, amb un format mitjà de 26x18cm. La primera pàgina té una capçalera amb orles florals d'Alexandre de Riquer que incorpora el nom de la revista. Sobre d'aquesta il·lustració hi ha la data i el número de la revista en qüestió. Aquests ornaments vegetals recorden l'estètica prerrafaelita de Dante Gabriel Rossetti i Edward Burne-Jones. Es constata també influència de les il·lustracions del pintor anglès Arthur Boyd Houghton, així com de les il·lustracions en llibres de l'alemany Heinrich Vogeler, al qual es dedica un suplement al número 18. És clara la influència prerafaelita no només en les fonts visuals i estètiques de la revista sinó també en el tipus de literatura. Com assenyala Marfany, "moltes narracions són quadres pre-rafaelites". Aquesta influència és present en la primera etapa de la història de la revista i minva cap al 1903.
A sota es pot llegir els temes de què tracta la publicació: literatura, arts i ciències. Les pàgines porten la numeració a la part superior exterior, a l'encapçalament. La numeració no s'inicia en cada revista, sinó que és anual, ja que després se'n fa l'enquadernació.
Habitualment els títols dels articles es destaquen amb lletres majúscules. Hi ha però articles que porten un encapçalament il·lustrat que en remarca la importància. Aquests acostumen a ser articles inhanitualment llargs o que tenen continuació en els diferents números de la revista, com ara l'article titulat Francisco Pi y Margall de Federic Pujulà Vallès que s'inicia en el periòdic 101 i finalitza en el 107. També porten encapçalaments il·lustrats alguns poemes com els "Sonets" d'Arnau Martínez i Seriñà.
La firma dels articles, igual que els títols, acostuma a ser en lletres majúscules. Durant un període (del núm. 100 al 202) però, els col·laboradors més habituals s'identifiquen amb un símbol literari que incorpora el nom de cada autor, dissenyats tots ells per Pujulà i Vallès. Aquests símbols literaris, en un inici amb un forma quadrangular, canvien a partir de la publicació 155 deixant la seva forma unitària per ser tots diferents.
El conjunt de revistes de Joventut està pensat per ser enquadernat formant una col·lecció de set volums. La portada i la contraportada per a l'enquadernació editorial, de tela groga estampada, es donaven amb el primer número de l'any. Les cobertes són grogues i negres ornamentades amb motius florals característics de l'època i de William Morris. Aquest disseny estava inspirat en el Yellow Book d'Aubrey Beardsley. Els lloms estaven decorats amb motius florals. Els artistes que van il·lustrar les portades de 1900 a 1906, en ordre cronològic van ser: Alexandre de Riquer, Josep Triadó, Adrià Gual, Apel·les Mestres, Sebastià Junyent, Amfòs Monetal i Modest Urgell. El primer número de l'any era més elaborat i reproduïa gravats d'artistes. Per exemple, el número 204 que va sortir el 4 de gener de 1904, dedicava una pàgina a reproduir un fragment del quadre La primavera de Sandro Botticelli, un quadre que representa el Montseny per Marià Pidelaserra, així com dibuixos de Picasso, Isidre Nonell i del mateix Sebastià Junyent.

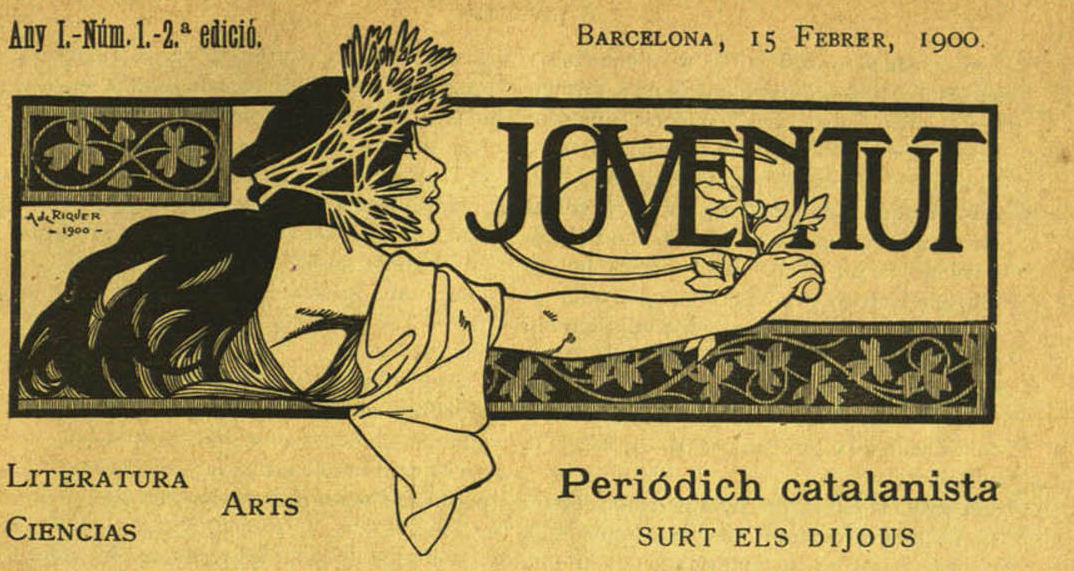
Capçalera per Alexandre de Riquer
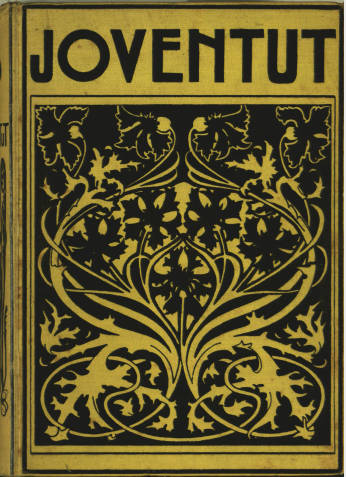
Coberta del volum I per Alexandre de Riquer, febrer 1900
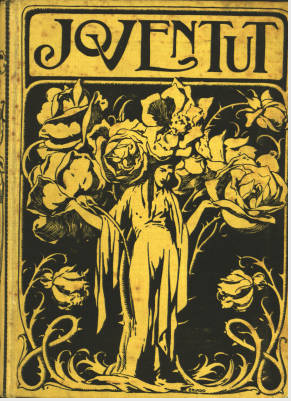
Coberta del volum II per J.Triadó, gener 1901
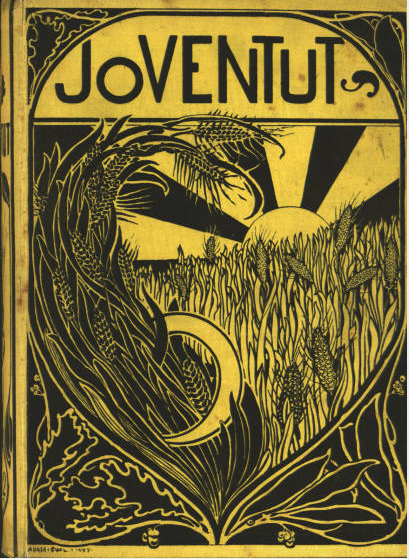
Coberta del volum III per A.de Riquer, gener 1902
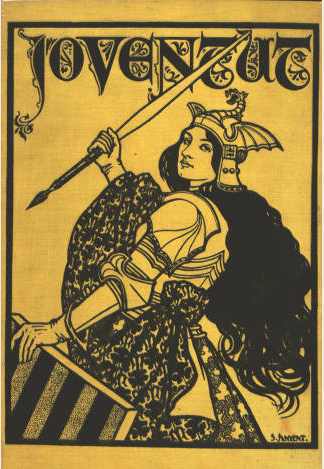
Coberta del volum V per Sebastià Junyent, gener 1904
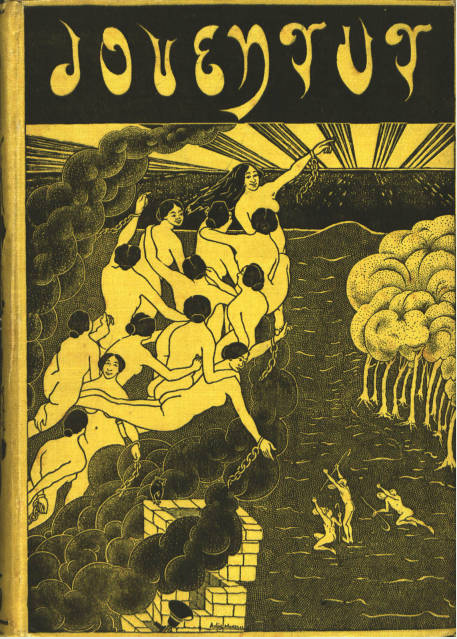
Coberta del volum VI per Amfòs Monetal, gener 1905
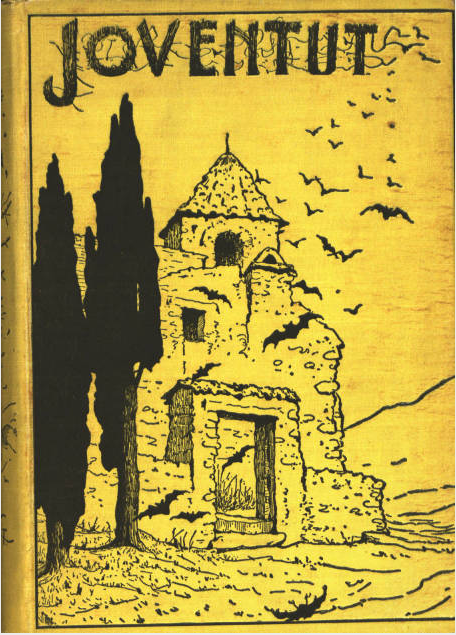
Coberta del volum VII per Modest Urgell, gener 1906

## Evolució històrica

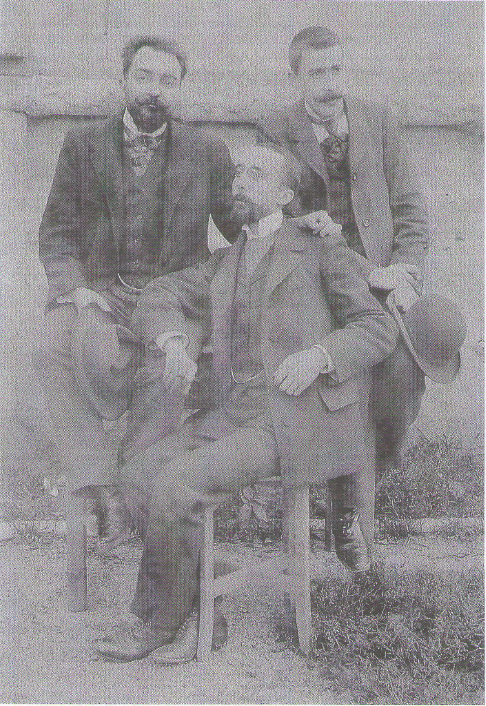
Lluís Via, Josep Oriol Martí i Emili Tintorer

### Els inicis
Joventut va ser una revista modernista de la segona etapa del modernisme literari. La importància de les revistes en la difusió del moviment modernista fou cabdal, perquè eren una plataforma de difusió cultural i política a l'abast dels ciutadans.
La publicació s'inicia al febrer de 1900 amb Lluís Via com a director i Fidel Giró com a impressor (carrer València 311). L'objectiu de la revista en un principi era doble: d'una banda, fer propaganda del catalanisme d'esquerres i de la Unió Catalanista, mitjançant els articles polítics i les notícies que es publicaven al final de la revista sobre campanyes i mítings polítics; de l'altra, modernitzar la cultura catalana a través de la producció, divulgació i crítica de teatre, pintura, música i novel·les. Així, es pretenia que la publicació fos oberta tant a un nivell català com europeu, sempre amatents a les novetats culturals. Econòmicament parlant era una revista que estava a l'abast de la majoria dels ciutadans, especialment els estudiants i intel·lectuals als quals es volia arribar. Una subscripció d'un trimestre costava 1,50 pessetes i un any 6 pessetes. Un número solt tenia el preu de 10 cèntims i un número endarrerit en costava 25. A partir del 1903 va passar a costar 20 cèntims el número solt.
Marfany defineix així els compradors de la revista:
| « | "Són, en general, joves petitburgesos (oficinistes, dependents de comerç, artesans, fills de botiguers) i estudiants. Tots són catalanistes. Són intensos i seriosos; menyspreen les tradicionals ocupacions frívoles de la joventut (a excepció de l'esport) i adoren les arts i la cultura. Pertanyen a alguna agrupació catalanista-cultural. Són wagnerians i somien a anar a París. Compren, llegeixen i discuteixen les revistetes catalanistes i literàries que ells mateixes produeixen perquè la majoria es creuen escriptors. Són d'idees avançades en matèria de moral i en política. Menyspreen les masses lerrouxistes. Els cabells a la romana, la xalina, un barret amb ales molt amples, monocle, un llibre i una revista. Són molt gregaris. El seu principal vehicle d'expressió és la revista Joventut, que és la publicació paradigmàtica del modernisme en la segona etapa." | » |

La revista és la plataforma de la segona etapa del Modernisme per excel·lència. Tenia una propietat col·lectiva, és a dir, havia estat creada amb el capital dels redactors i per això no depèn de cap organisme extern sinó que funciona com a ens autònom, amb independència ideologia i econòmica suficient com per a ser els màxims responsables de les seves accions. Aquesta transparència és potser una de les causes de l'èxit de la revista i el fet que van dur a terme els objectius d'una manera molt satisfactòria. Només cal veure la varietat d'articles, temes i artistes analitzats per adonar-se que la revista estava al dia de les novetats del panorama cultural, però que també se servia dels màxims referents de la cultura catalana per reivindicar Catalunya com a nació amb una tradició esplendorosa. La varietat d'articles en teatre, arts plàstiques, música i literatura acrediten el seu èxit entre el públic i la fan una plataforma molt útil per a la difusió de les idees modernistes i catalano-polítiques.

### 1901 i noves propostes
L'any 1901, al prospecte del mes de gener, es publiquen tres demandes d'objectius realitzades per part dels lectors: convertir la publicació en una revista exclusivament artística i literària; passar de la periodicitat setmanal a la diària i transformar-la en una revista plena d'il·lustracions. La resposta de la redacció però no contempla aquests objectius: primerament, creuen que com que és una època de lluita política no es poden dedicar exclusivament a l'art i a la literatura; en segon lloc, la periodicitat diària obligaria a tractar superficialment els temes polítics, científics i culturals; per acabar, convertir la revista en il·lustrada l'encariria molt i no estaria a l'abast de tots els lectors. S'ha de remarcar la importància que donen els redactors a que la revista sigui llegida per una gran part de la població.

### Fi
El número del gener de 1906 ja denota algunes pèrdues artístiques i un desencant en el si de la revista; la redacció signa un pròleg en el qual es fa ressò del malestar dels catalans en el conjunt de l'estat espanyol.
Al número 359, el darrer de Joventut, publicat el 31 de desembre de 1906, la redacció escriu un article titulat Perquè pleguem, en el qual justifica la finalització de la revista:
| « | "Avuy nosaltres mateixos, els qui la fundarem, matem JOVENTUT. Y la matem per les mateixes raons que la fundarem: perquè som inactuals, perque volem dir veritats, fins aquelles veritats que no poden dirse. (...) Les raons són les següents: matem aquesta publicació perquè entenem que Catalunya i el Catalanisme ja no la necessiten. (...) Joventut venia a dir veritats. La primera, la més essencial, era que'l Catalanisme no era reaccionari. Que'ls principis d'autonomia i de democracia no eren incompatibles. I Joventut ho ha mostrat plenament durant set anys. Veníem a demostrar quels bons catalanistes teníem el dever ineludible, si voliem perfeccionarnos, de cantarnos les veritats mútuament. Y aixo en tots els ordres: politich, moral, artistich. (...) El no fixarnos en el calaix es una altra proba de la inactualitat. No es esser inactual el no mirar el negoci? Es precis dirho aquí ben alt: Joventut, qui no va sortir per a guanyar diners, si al començar va perdre alguns quartos, cada any n'ha perdut més pochs. L'any setè de Joventut es el primer que saldem amb benefici. Nosaltres volíem posar la primera pedra del monument catalanista revolucionari. Nosaltres, individualment, podem continuar treballanthi. Qui no pot ni deu continuar treballanthi som nosaltres com a entitat, com a Joventut. Joventut és morta. Si no la matessim, se moriria." | » |

El seu acabament es deu a un desencant polític, encara que també a la por de veure com l'èxit de la revista anava minvant i com s'anaven desplaçant dels àmbits literaris ja durant el 1906. L'aparició de publicacions com El Poble Català i La Tribuna, fa que s'afegeixin noves entitats defensores del catalanisme que rivalitzen d'alguna maner amb Joventut.
La fi de la revista tanca la segona etapa del Modernisme (1899-1906). El Modernisme s'acaba quan es dissol amb el catalanisme: s'hi acomoda. Aquest acabament es manifesta amb:
a) Conveniència de les publicacions literàries de productes modernistes amb altres tipus de literatura que pertanyen a la literatura regionalista, casolana i pintoresca que els modernistes havien qualificat de mansa.
b) El catalanisme comença a dur un fort component cosmopolita, una de les característiques del Noucentisme.
c) Molts dels joves modernistes no en voldran seguir la tendència.
Després dels set anys de publicació, la revista arriba a la seva fi; alguns redactors passen a formar part de la revista Cu-Cut! i d'altres de El Poble Català. Durant els set anys d'existència va ser la revista del modernisme barceloní per excel·lència i que va patir pocs canvis durant el seu desenvolupament. Lluís Via es retirà totalment del periodisme i es dedicà a ser poeta i traductor, mentre que Emili Tintorer passà a ser crític teatral a Las Notícias. El fet que el grup de Joventut, molt homogeni i cohesionat, desaparegués de la mateixa manera queho feu la publicació setmanal, indica que el l'entitat col·lectiva era molt important, i que sobrepassava els interessos individuals, sempre al servei de crear una plataforma cultural modernista.

## Directors i col·laboradors habituals

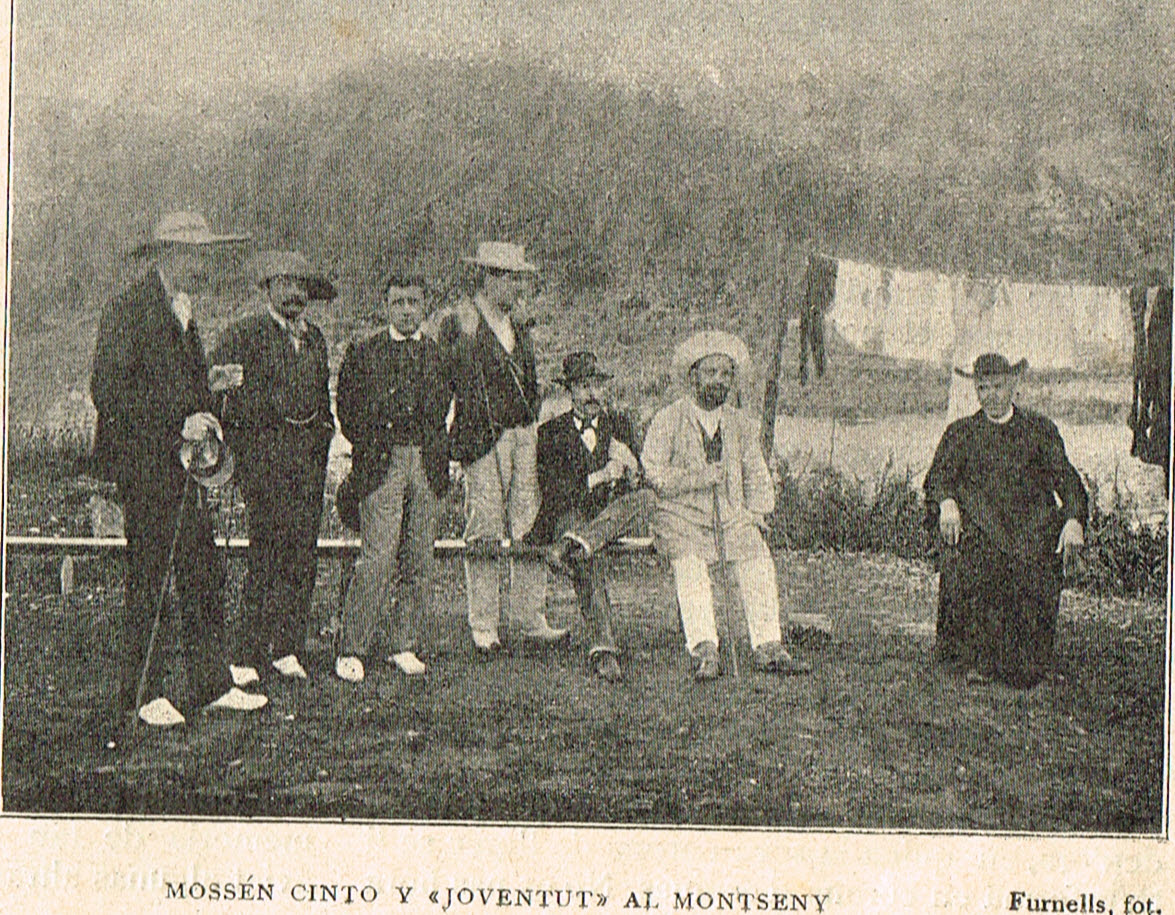
Redactors de Joventut amb Jacint Verdaguer, al número 83.

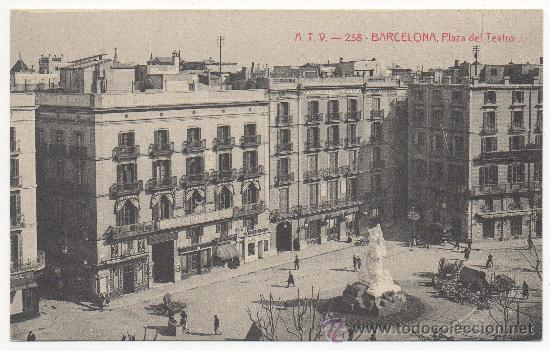
Plaça del Teatre, seu de la redacció

### Directors
- Lluís Via i Pagès: realitza articles de caràcter polític.
- Emili Tintorer: encarregat de la secció Teatres de la revista és alhora un autor dramàtic.
- Josep Oriol Martí i Ballès: se centra en la part política.
- Joaquim Pena i Costa: s'encarrega de la secció musical de la revista, fent esment i crítica d'aquells aconeteixements que ho mereixen. És musicògraf i apòstol del wagnerisme.
- Salvador Vilaregut i Martí: al càrrec de la crítica literària de Joventut. Realitza nombroses traduccions de drames i comèdies.

### Col·laboradors
- Frederic Pujulà i Vallès
- Jeroni Zanné: du a terme gran part de la secció de crítica musical de la revista, així com de la de crítica literària
- Lluís Via i Pagès
- Pere Riera i Riquer
- Carme Karr (L. Escardot): la seva major aportació són textos literaris narratius
- Alexandre Font i Pla
- Trinitat Monegal: autor d'articles sobre política.
- Ramon Miquel i Planas
- Pompeu Gener: participa en articles de gran varietat temàtica.
- Arnau Martínez i Serinyà
- Carles Arro i Arro

## Ideologia

### Ideologia artística
La revista Joventut pertany al moviment modernista; la literatura i les arts plàstiques que s'hi publiquen demostren que la revista s'afiliava a aquest moviment. El Modernisme és un moviment de renovació de les arts i de la literatura que es produí a Europa a finals del segle xix i que englobava diferents tendències: simbolisme, naturalisme, verisme. A Catalunya aquest moviment estava arrelat a una forta voluntat de modernització de la societat catalana així com de la seva cultura i vida política. Algunes influències d'aquest Modernisme les veiem en la part pictòrica de la revista. Es fan crítiques d'exposicions de Ramon Casas i Santiago Rusiñol a la Sala Parés, així com del dibuixant Alexandre de Riquer. Tanmateix, no ha de ser qualificat com a moviment únic i total, sinó que ha de ser definit com un procés híbrid que inclou diferents tendències artístiques plàstiques i literàries però que tenen en comú l'aspiració a un art i a una literatura nous en un sentit de progrés i de renovació. En el cas català l'objectiu és transformar la cultura regional catalana a una cultura europea i de projecció més àmplia, fet que en la revista queda demostrat en l'apartat Notas bibliograficas on s'analitzen revistes d'arreu d'Europa.
La diversitat de tendències dins del Modernisme es fa palesa en les publicacions de Joventut, on podem trobar contradiccions pròpies del moviment en els articles que publiquen els diferents col·laboradors.
El simbolisme és un dels corrents d'aquest modernisme i el veiem representat en Joventut.
Estilísticament existeix una vessant prerafaelita i simbolista que es tradueix molt bé en la part gràfica de la revista. Les influències pictòriques són principalment dels prerrafaelites William Morris, Dante Gabriel Rossetti i Burne-Jones, així com d'Aubrey Beardsley a qui Alexandre de Riquer dedica un article en el primer número. Les influències literàries procedeixen de Maurice Maeterlinck. També arriba el llegat de Heinrich Vogeler, un pintor alemany associat a l'escola de Düsseldorf, a qui es dedica un suplement artístic i literari al número 18. Aquest corrent dura en les publicacions fins al 1903 i influeix en dibuixants de la revista com Apel·les Mestres, Modest Urgell i Joan Brull. Pel que fa també a les il·lustracions apareixen als números 22 i 29 dos dibuixos del jove Picasso, i també en números especials com en la revista 204.

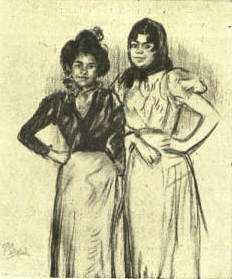
Dibuix de Ramon Pichot

Aquest simbolisme aplega dues tendències que es fan paleses a Joventut.
- D'una banda, es produeix una literatura pertanyent a l'aristocratisme decadent i pervers que a Catalunya prové de Gabriele d'Annunzio, escriptor que arriba a través de la revista Catalònia l'any 1898. Alguns textos de d'Annunzio també es transcriuen al primer volum de Joventut, com per exemple la Paràbola del home rich y'l pobre Llàtzer, trasncrita al número 3, amb dibuixos d'Arthur Boyd-Boughton i traduïda per S. Vilaregut.[12] Apareixen altres obres com L'alegria gris, Desvari, Consciència de verge, Profanació, Com les flors, Retall de diari de Fanny i Cartes de dona.

- En un cantó oposat, trobem una literatura antidecadent i vitalista, que arriba de la mà d'influències externes com Henrik Ibsen i Friederich Wilhelm Nietzsche. Aquesta oposició es veu clarament marcada i sovint fa sàtira del decadentisme i del simbolisme, que es veu accentuat amb els gravats i dibuixos.

Les contradiccions esteticisme-vitalisme també les trobem en el si del moviment modernista català.
La part més purament estètica així com la literatura és doncs de tendència simbolista i decadent, mentre que la part assagística i doctrinal és antidecadent i escrita per Pompeu Gener. Aquestes dues tendències són presents al llarg de tota la història de la revista.
Entremig d'aquests dos pols extrems hi ha tendències menys radicals, una zona intermèdia que conjuga aquests dos pols extrems.
- D'una banda, la combinació de la literatura del vitalisme nietzscheà i el decadentisme de d'Annunzio dona lloc a la literatura aristocratitzant i amoral d'Oliva Bridgmann, Emmanuel Alfons, Alfons Maseras, Pere Prat i Octavi Pell.

- De l'altra, el naturalisme i el vitalisme propi de la tendència antidecadent es conjuga amb una vessant pròpiament estètica en la teoria de la paraula viva. D'aquesta literatura pertany l'obra de Víctor Català, Puig i Ferreter i Joan Maragall.

Cal considerar també la doble vessant ruralisme-ciutadanisme que origina fortes diferències en la literatura de Joventut. Els ruralistes estan representats per Vidal i Busquets i els antiruralistes per Jeroni Zanné i Ramon Miquel Planes. De totes maneres, Jeroni Zanné publica l'any 1901 un drama rural, L'hereu Bujons, i celebra la publicació dels Drames rurals de Víctor Català.
El ruralisme està representat en articles, narracions, reportatges de temes costumistes rurals així com poemes pseudo-folklòrics i pseudo-popularitzants: Anton Busquets, Lluís Via i Antoni Bori defensen aquestes idees. És estrany doncs trobar una literatura naturalista i ruralista que prové de la Renaixença en una publicació com Joventut, que és la revista modernista per excel·lència i que, en un principi, defensa la ciutat i el progrés enfront d'allò local i la rural. Trobem també els escrits de Joaquim Ruyra i Alexandre de Riquer que defensen un ruralisme mans que serà criticat per la facció més modernista de la revista. És obvi que en aquesta defensa aferrissada del ruralisme i costumisme el capitalisme industrial i la vida urbana siguin criticats, perquè són vistos com una amenaça per al geni de l'artista. El rebuig de la civilització industrial busca el retorn cap a la Natura, com ja havia passat amb el Romanticisme. L'home, immers dins del sistema industrial, es transforma en l'home-massa i no és capaç de copsar la natura en la seva totalitat. Aquesta és la gran tesi dels ruralistes. El naturalisme es fa més important a partir del 1903 en les pàgines de Joventut; la causa és la descentralització cultural del país, en paral·lel a la vida intel·lectual de Barcelona. Apareixen els Drames rurals de Víctor Català, Ignasi Soler, Joaquim Pla, Ignasi L. Brichs. Es publica a més en un fulletó independent la novel·la Marines i Boscatges de Joaquim Ruyra (1903) i Solitud de Víctor Català (1905) així com Natura de John Ruskin (1902-1903). Aquesta literatura parialista és la que els modernistes malden per destruir.
Una última contradicció és la que enfronta els partidaris d'una estètica espontània, maragalliana i els que defensen l'artifici formal i la importància de la forma. L'any 1904 el moviment es polaritza i guanyen els partidaris de la riquesa formal. Un exemple d'aquesta contradicció és l'article L'anarquia ortogràfica escrit per Claudi Mas i Jornet que critica l'ús d'una normativa per a la llengua catalana, entenent que l'autonomia del llenguatge significa també l'autonomia de les pròpies revistes i diaris. Com a resposta, Josep Oriol Martí escriu Ortografías racionals, on es mostra a favor de l'existència d'unes normes ortogràfiques per al català perquè això significa adquirir el grau de perfecció dels pobles veritablement cultes.
Pel que fa a l'estètica de la revista, a banda del corrent influït pels prerafaelites i William Morris, apareixen sovint il·lustracions de pintors catalans i europeus, especialment en el primer número de cada any. Són freqüents les il·lustracions dels catalans Lluís Graner, del modernista Joan Brull, Modest Urgell, Hermen Anglada, Joaquim Mir, Marià Pidelaserra, els germans Oleguer Junyent i Sebastià Junyent, Isidre Nonell, Antoni Ros i Güell, Ricard Urgell i Carreras.
Es reprodueixen les obres de pintors moderns com Tiziano Vecellio i Francisco de Goya.

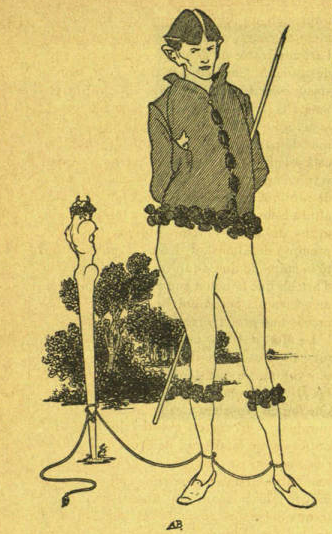
Dibuix d'Aubrey Beardsley al primer número
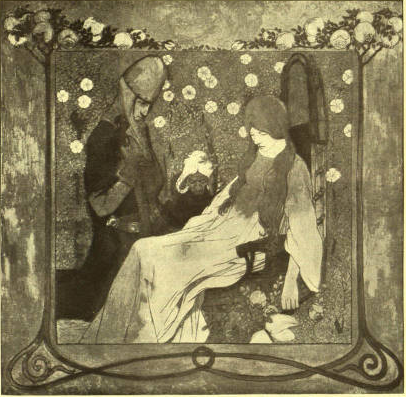
Pel maig de Heinrich Vogeler, publicat al suplement artístic del número 18
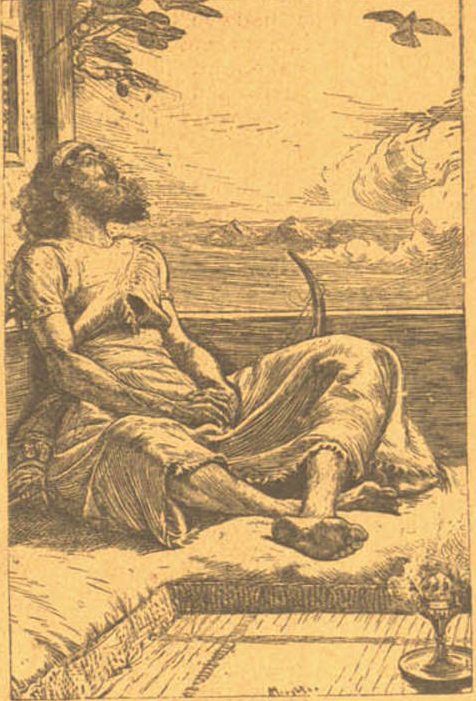
Il·lustració de Burne-Jones al número 3 (p.38)
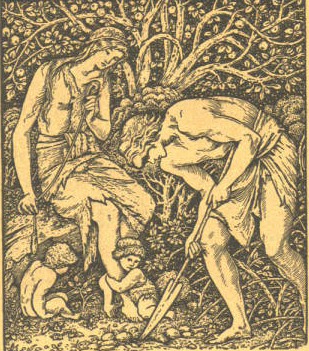
Dibuix de Boyd-Houghton al número 3 (p.39)
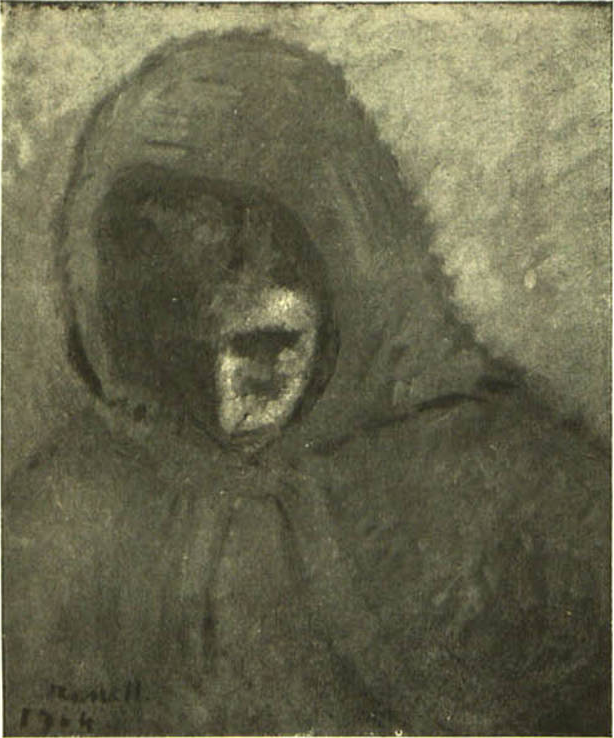
Abatuda d'Isidre Nonell al número 256, gener de 1905
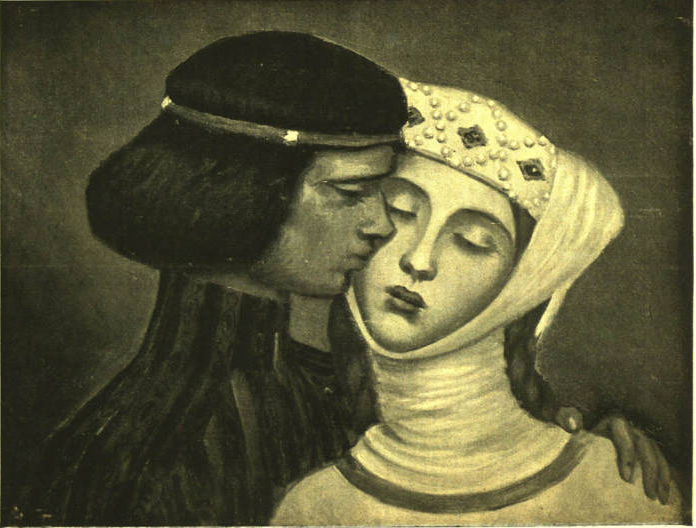
Amor de Sebastià Junyent al número 256, gener de 1905

### Ideologia política
Ja en el primer número del 15 de febrer de 1900, en la presentació, la redacció ens informa de la seva ideologia política. Els redactors provenen de la Setmana Catalanista, un suplement en català del diari La opinión de Catalunya, i així ho expliquen:
| « | Som els mateixos qu'en el primer número de la Setmana Catalanista feyam, entre altras manifestacions, las següents: - Procurarem interpretar y posar de manifest els més vitals y avansats ideals del nostre poble, ja que d'un quant temps ensá han esclatat ab una empenta y una fermesa en que s'hi ha sentit bategar l'esperit de la rassa. Aixis enténem donar un pas endevant en el camí de la restauració d'aquesta antiga nacionalitat, qu'encara es y vol esser CATALUNYA. (...) - Ja va resultant massa fora de lloch que'ls catalans, a Catalunya escriguin en castellá'ls seus periódichs y que pensin com pensan al reste d'Espanya, qu'es pensar ben poch y ben atrassat. - No hem de definir nostre programa politich, perque en aquest punt ens atenem a las Bases que la Unió Catalanista ha establert en sas diferentas assembleas. - Tots els que formem la Redacció som catalans y estimm com el que més a Catalunya, y perque la estimem, voldriam que tornés a ser lo que va ser en els sigles XII, XIII i XIV, és a dir, la primera de las nacions llatines, y a voltas la primera de tot Europa. (...) Sí! La voldríam veure la més liberal, la més avansada, aquella en que hi floreixessin les arts, las ciencias y la filosofia. - Creiem que'l nostre poble es d'una rassa superior a la de la majoria dels que forman la Espanya. | » |

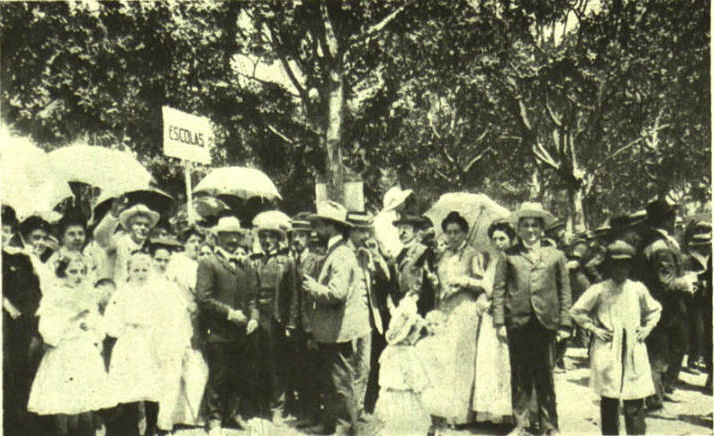
El president de la Unió Catalanista, el doctor Martí i Julià, acompanyat d'amics, durant la Celebració de la Festa Nacional.

I segueixen amb les intencions morals que guiaran els seus escrits:
| « | El sentiment, el pensament pur, la justicia, guiarán nostres actes. (...) Y com que,a més d'ésser catalans de cor, som supranacionals, com que admirem lo bo, sense distinció de nacionalitat, també ens ocuparem de tot lo genial que surti en els demés pobles civilisats, perque lo d'enmurallarse a dins de casa sols produheix decadencia com la que sufreixen certas rassas de l'Assia y certas altras que forman la majoria de las d'Espanya. (...) En quant a las tendencias d'aquest periódich las tindrá totas y n'on tindrá cap de determinada. | » |

I argumenten el perquè del títol:
| « | Entenem per JOVENTUT tot allò que reveli una aspiració franca y noble, un sentiment espontani y elevat; tot alló que sia veritat y vida, art y amor: entenem per JOVENTUT l'actual renaixensa y progressiu floreixent de les arts y las lletras catalanas, ab que's revela, no obstant, l'ántich esperit de la rassa. Qu'aquest eserit se mantingui sempre jove, es lo que desitjem y lo que convé a la Patria. | » |

Els redactors de Joventut són els antics redactors de la Setmana Catalanista, un suplement del diari La opinión de Catalunya, que només va durar cinc números i del qual se'n va escindir perquè els articles es consideraven massa radicals i catalanistes. Els seus ideals procedien de les Bases de Manresa del 1892 i també sentien simpatia pel federalisme de Pi i Margall. En paraules de Marfany, sovint defensaven un "nacionalisme abrandat i intrensigent". Aquests ideals polítics es poden anar seguint al llarg dels articles de caràcter polític que van apareixent als números de Joventut. El sentiment de renovació però també d'un esperit jove i espontani, es pot anar seguint al llarg dels articles de temàtica social i política. El gener del 1905, Ildefons Suñol diu:
| « | Un xardorós esperit de jovenesa alenta en els moviments polítichs actuals d'aquesta terra. Enderrocades els formes velles de la política espanyola, puja serenament a Catalunya la onda formidable del amor patri. Senten les generacions que creixen l'enamorament d'una Catalunya nova. | » |

## Biblioteca Joventut (1901-1914)
Després d'un any de la creació de la revista s'inicia l'edició de la Biblioteca Joventut, que va durar fins al 1914. Fins al 1905, Joventut oferia una sèrie d'obres en fulletons o plechs; quan es publicava l'últim plech també es podien adquirir les cobertes del llibre, normalment fetes per algun artista de la revista. Els plechs que es publicarien en els següents números s'anunciava al final de la revista. al A partir del 1906 es va decidir modificar el sistema de Biblioteca, ja que presentava alguns inconvenients: els subscriptors de fora rebien els fulls rebregats i esgarriats i la revista no podia atendre les reclamacions perquè a causa de l'oscil·lació de la venta de números solts, certs quaderns quedaven esgotats, mentre que en sobraven molts d'altres. És a partir del del 1906 quan es comencen a repartir els volums fets amb enquadernació en rústica. D'aquesta manera, estalviaven l'import de l'enquadernació al lector, alhora que s'asseguraven que rebia el llibre en perfecte estat i sense que s'interrompés l'interès de la lectura. A més, els abonats a la revista també podien adquirir els volums directament a l'Administració de la Biblioteca amb un 25% de descompte.
Des de l'editorial de la revista es buscava la divulgació literària d'obres i autors que millor contribuïen a la tasca de modernització cultural del país. La Biblioteca Joventut seleccionava aquells autors que enviaven els seus originals perquè fossin publicats. Aquestes obres conformaven la secció d'escriptors d'Obres originals i, en particular, dels redactors del setmanari, com també les obres dels autors estrangers que segons el seu punt de vista podien incidir en la societat catalana de principis de segle.
La importància de les revistes modernistes a l'hora de divulgar la literatura de l'època fou cabdal. Les revistes estaven a l'abast de la majoria de la població i, el fet que es publiqués setmanalment, donava continuïtat a l'edició d'aquests folletins, una tradició que d'altra banda prové de l'època de la literatura realista europea. L'objectiu de la Biblioteca Joventut era crear un públic lector de procedència burgesa en la seva major part i, en un segon terme, elevar la llengua catalana com a vehicle apte per a la novel·la i per a modernitzar el país, tal com els modernistes reclamaven fefaentment. Les obres traduïdes a l'esperanto dins la secció especial esperantista pretenien ser un pont pels lectors interessats en el corrent polític internacional.
En la segona etapa de la Biblioteca (1906-1914) el Modernisme ja quasi s'ha extingit, fet pel qual el món editorial de la revista va servir per resistir contra les idees del Noucentisme. La llista d'obres de la col·lecció va anar adquirint importància gràcies a la col·laboració de literaris destacats i l'aportació de traduccions d'obres estrangeres produint un total de 49 volums.
Originals:
- Aires del Montseny de Jacint Verdaguer, publicada entre el 10 de gener de 1901 (núm 48) i 1 d'agost de 1901 (núm 77) (3 ptes).
- Por! de Modest Urgell, publicat en forma de suplement artístic i literari, el 28 de febrer de 1901 (núm 54 bis) (0,50 ptes).
- Senyors de paper! de Pompeu Gener, drama en tres actes. (2,50 pts)
- L'emigrant de Adrià Gual, drama en tres actes. Publicat entre 8 d'agost de 1901 (núm 78) i 6 de febrer de 1902 (núm 104). (2,50 ptes).
- Croquis ciutadans de Apeles Mestres, àlbum de poesies. Publicada entre 20 de febrer de 1902 (núm 106) i 7 d'agost de 1902 (núm 130) (3 ptes).
- Titellas feblas de Frederic Pujulà i Vallès. Publicada entre el 14 d'agost de 1902 (núm 131) i 8 de gener 1903 (núm 152) (2 ptes).
- Solitud de Víctor Català, publicada entre el 19 de maig de 1904 (núm223) i 4 l'abril de 1905 (núm 273). Quan publicaren l'últim folletí, els redactors afegiren:[22]

| « | "Avuy repartim el darrer plech de la novela de l'eminent escriptor Víctor Català, Solitut, quals belleses han fruhit nostres lectors y qual valor literari y artístich podrà esser apreciat dintre pochs díes pel públich en general, al posarse a la venda l'esmentada obra". | » |

- Les Tenebroses de Rafael Nogueras Oller, publicada entre 11 de maig de 1905 (núm 274) i el 7 de desembre de 1905 (núm304). A l'hora de publicar el primer folletí, els redactors expliquen:[22]

| « | "Termenada l'obra de Víctor Català, començarèm a repartir les poesíes que baix el títul de Les tenebroses ha escrit en Rafel Nogueras y Oller, les quals formaràn un nodrit volúm que creyèm vindrà a afermar en les lletres catalanes la personalitat poètica d'aquest jove autor". | » |

- Romàntics d'ara d'Enric de Fuentes.
- Drames rurals de Víctor Català.
- En Valentí Almirall y son temps d'Eudald Canivell.
- Sang blava de Carme Karr.
- La culpable d'Adrià Gual.
- Marines i Boscatges de Joaquim Ruyra. Publicada entre 15 de gener de 1903 (núm 153) i 10 de desembre de 1903 (núm 200) (3 ptes.)
- Les Disperses de Joan Maragall. Publicada entre 17 de desembre de 1903 (núm 201) i 12 de maig de 1904 (núm 222).
- Clixés de L'Escardot (Carme Karr i Alfonsetti).
- Aristocràtiques de Carles Fortuny.
- El geni de Frederic Pujulà i Vallès i Emili Tintorer.
- Pàgines festives d'Alexandre Font.

Traduccions:
- Quan ens despertarem d'entre els morts, de Henrik Ibsen. Traducció catalana. Publicada entre 10 de gener de 1901 (núm 48) i 4 de juliol de 1901 (núm 73) (2 ptes).
- Ton y Guida (Hansel und Gretel), de Adelaida Wette. Traducció de J.Maragall i A.Ribera. (1 pta).
- Natura de John Ruskin, traduïda per Cebrià Montoliu. Publicada entre 29 maig de 1902 (núm 120) i 19 de febrer de 1903 (núm 158) (3 ptes).
- L'inspector Axel Borg de August Strindberg. Traducció catalana. Publicada entre 8 d'agost de 1901 (núm 78) i 22 de maig de 1902 (núm 119) (3 ptes).
- Fora de la vida de Joseph Lluís Pagano. Publicada entre 26 de febrer de 1903 (núm 159) i 23 de juliol de 1903 (núm 180) (2 ptes).
- Alcestis, tragèdia d'Eurípides, traduïda per Salvador Vilaregut i Martí.
- Juli Cèsar tragèdia de Shakespeare, traduïda per Salvador Vilaregut i Martí.
- Dafnis y Cloe. Publicada entre 16 de febrer de 1905 (núm 262) i 28 de setembre de 1905 (núm 294).
- Les ànimes solitàries i La campana engolida de Hauptmann.
- Pere Gyntde Henrik Ibsen.
- Històries d'altre temps transcrita per Ramon Miquel i Planas. Publicada entre 5 d'octubre de 1905 (núm 295) i 28 de desembre de 1905 (núm 307).
- L'individu contra l'Estat d'Herbert Spencer, traduïda per Trinitat Monegal. Publicada entre 14 de juliol de 1904 (núm 231) i 9 de febrer de 1905 (núm 261).

## Suplements artístics i literaris
De tant en tant, en alguns números, es publiquen uns suplements que porten el nom de "suplement artístich y literari" que en unes sis pàgines s'explica de manera monogràfica la figura d'un escriptor, un actor o altres temes relacionats amb la ideologia de la revista i amb les festivitats que marquen el calendari anual. Aquests suplements són de major qualitat material, tant de la tinta com del paper.
Són els següents:
1. Setmana Santa.[23][n. 6]
2. Heinrich Vogeler[24][n. 7]
3. Eleanora Duse[25][n. 8]
4. Por! Quadret de costums catalanas, original de Modest Urgell[26][n. 9]
5. Simó Gómez[27][n. 10]
6. XXV aniversari de L'Atlàntida[28][n. 11]
7. Ermete Zacconi[29][n. 12]
8. Contra la reforma del notariat[30][n. 13]
9. La bandera de la Unió Catalanista[31][n. 14]
10. Cincuantenari del Felibrige[32][n. 15]
11. Plenitut, periòdic simbolista[33][n. 16]
12. La festa nacional[34][n. 17]
13. Tina di Lorenzo[35][n. 18]

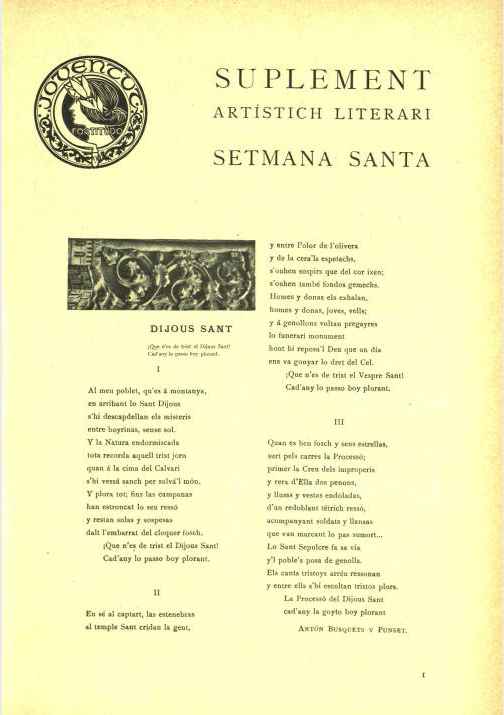
Primera pàgina Suplement de Setmana Santa.
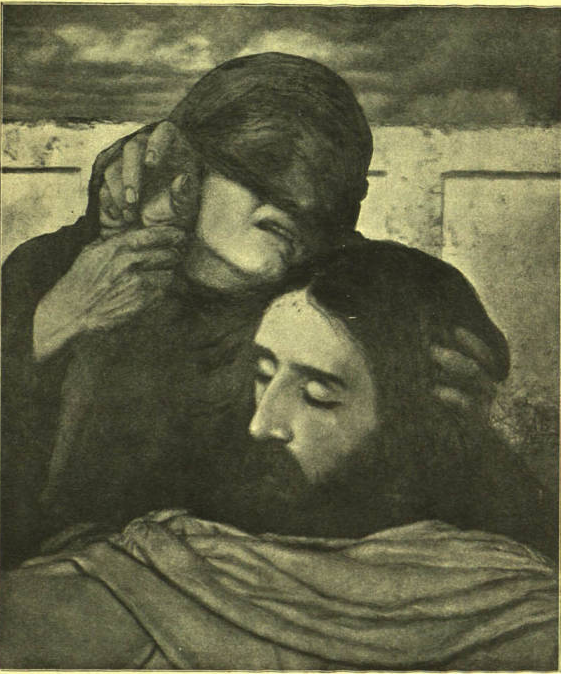
Mater Dolorosa d'Arnold Böcklin, núm. 9 bis.
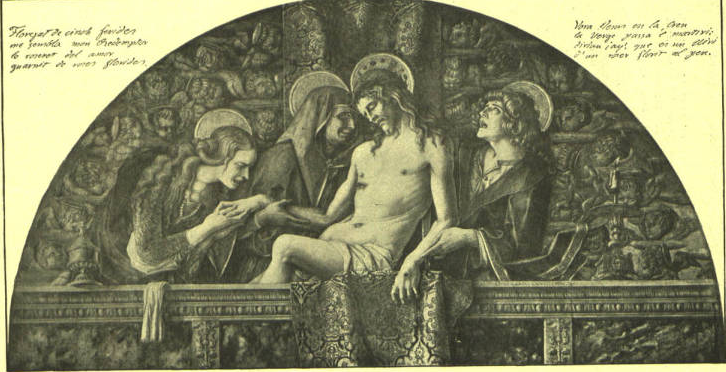
Stabat Mater Lacrimosa de Carlo Crivelli.
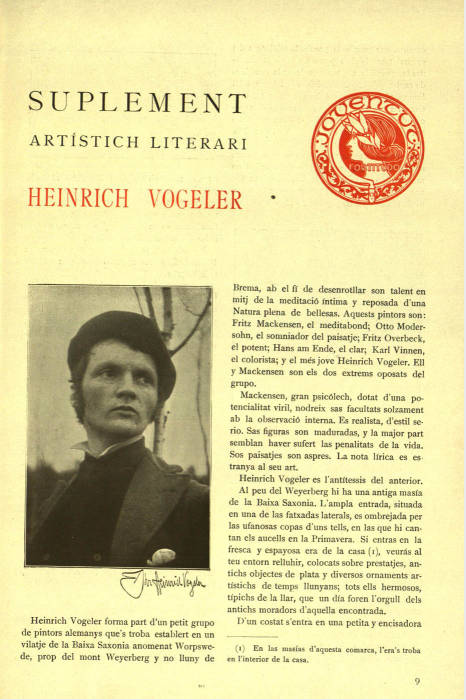
Suplement dedicat a Heinrich Vogeler.
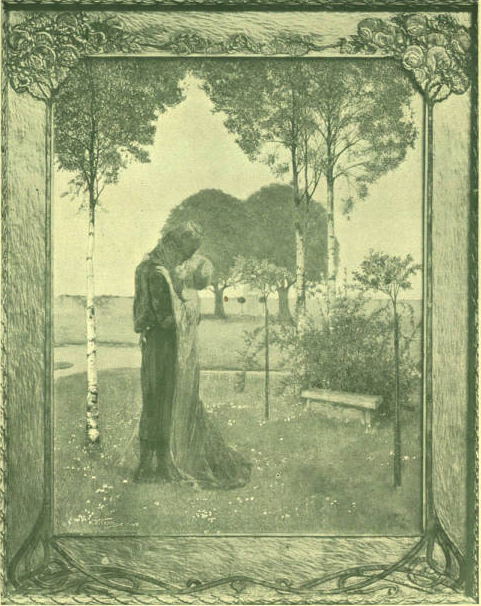
Aiguafort de Heinrich Vogeler.
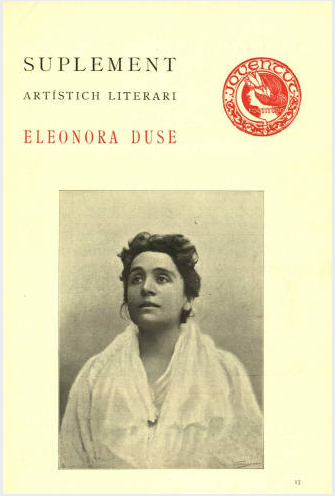
Suplement sobre Eleanora Duse.
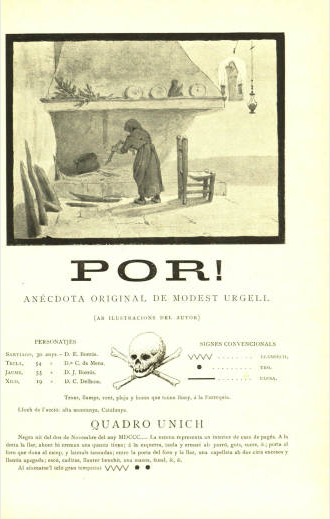
Por! de Modest Urgell.
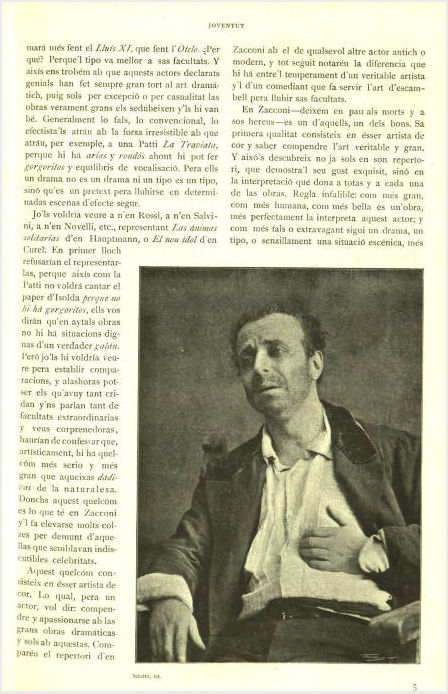
Ermete Zacconi
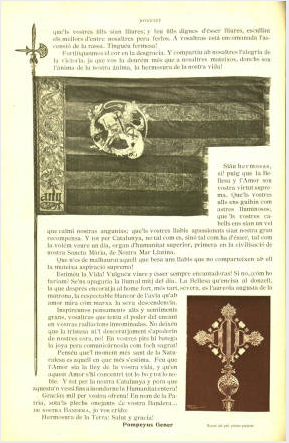
Bandera de la Unió Catalanista
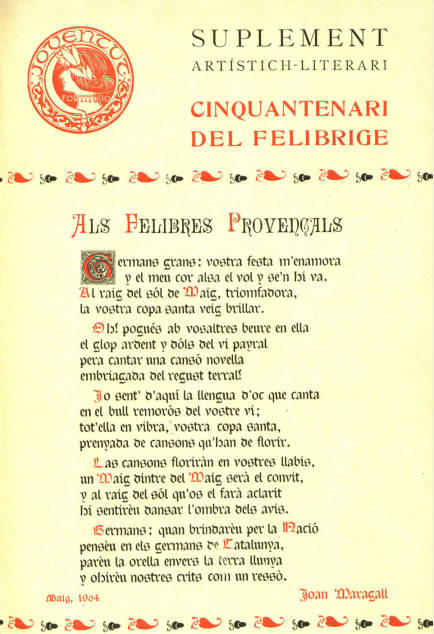
Pàgina número 1 de Cinquantenari del Felibrige
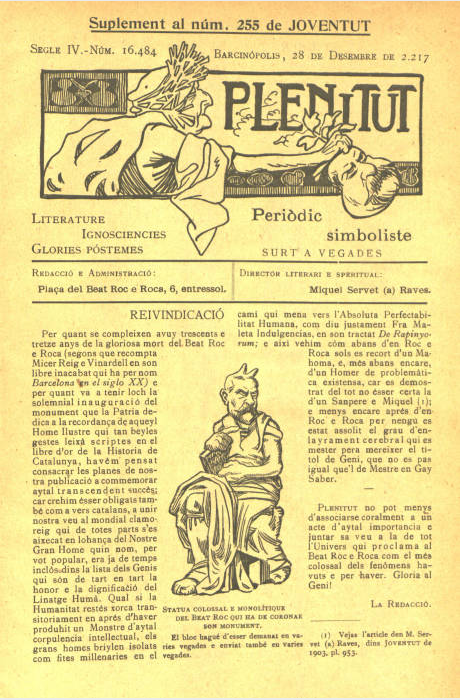
Plenitut, periòdic simbolista
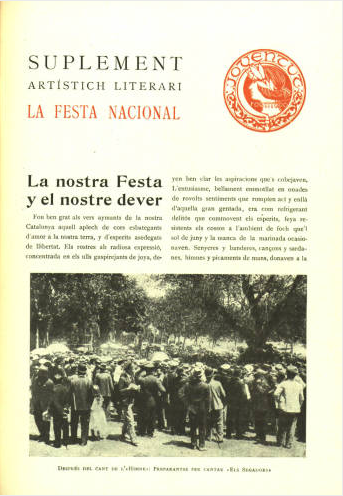
Pàgina número 1 del suplement dedicat a la Festa Nacional
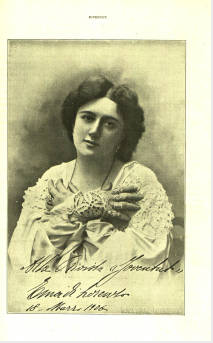
Tina di Lorenzo dedica una fotografia seva a la revista Joventut

## Taula d'articles
A les taules següents s'especifiquen els articles més destacats de la revista durant la seva existència. Cada taula correspon a un any dels sis que durà la revista; els articles han estat classificats segons la temàtica a què es dedicaven: teatre, que inclou crítiques a obres representades als teatres de Barcelona i teatre en format escrit; música, on es fan crítiques a concerts realitzats i es dediquen monografies a compositors rellevants; arts plàstiques, que inclou els articles que tracten sobre artistes així com exposicions que s'organitzen a la ciutat; literatura, que engloba les narracions en prosa i en vers dels col·laboradors que hi publiquen o bé obres transcrites d'altres escriptors i crítica literària, on es fa un compendi d'aquells articles que es dediquen a redactar una valoració sobre llibres, poemaris o bé escriptors.

### 1900
| Teatre | Música | Arts plàstiques | Literatura | Crítica literària |
| --- | --- | --- | --- | --- |
| La Dame de Chez Maxim de Georges Feydeau Le Vergini de Marco Praga El intruso de Félix Llana i José Francos Rodríguez Hôtel du libre échange de Georges Feydeau La enamorada de Marco Praga La realitá de Gerolamo Rovetta Fedora per Giordano El director general de Mario y Santoval La filla del mar de Àngel Guimerà Carme! de Jaume Capdevila | Tristan e Isolda de Wagner interpretada per Adiny Concert de cant y piano per Joan Gay i Maria Pichot a la Sala Parés Concert de Vidiella al Teatre Principal Conciertos clasicos dirigit per Enric Granados Segon concert de Sociedad de conciertos clásicos amb Pau Casals Mestre Nicolau amb l'Orfeó Català al Liceu Concert de música religiosa i popular a l'Ateneu Barcelonès per la Institució Catalana de Música Sonata de Grieg per Mathieu Crickboom en la Sala Estela (Liceu) Concerts de Nüremberg per Weingartner Concert de la Sociedad Filarmónica | Exposició general a la Sala Parés Carles Vázquez a Can Romeu (Quatre Gats) Laureano Barrau exposa a la Sala Parés Jardins d'Espanya obras de Santiago Rusiñol a la Sala Parés Fèlix Mestres exposa retrats a la Sala Parés Ramon Casas a la Sala Parés Exposició radiogràfica a l'Ateneu Barcelonès Previsión y Socorro a Can Parés | Impresió de Anton Busquets i Punset Marina de Lluís Gispert Nit de Juny de Rafel Nogueras i Oller Nocturna de Xavier Viur Poesíes amoroses per Marián Aguiló i Fuster d'Àngel Aguiló Lo Filador d'or per Jacint Verdaguer Salut als Joves! de Joan Oliva i Bridgman Jocs Florals de Barcelona llista de las composicions rebudes | De Kant a Nietzsche de Jules Gaultier Elocuencia moderna prossaica y poética de Pablo Espel Els Amors d'Agnivarnade Kalidasa (traducció per Sebastià Vilaregut) Poemas del Mar de Apeles Mestres Redempció per Àngel Guimerà Also Sprach Zarathustra de Friedrich Wilhelm Nietzsche Pagesívola de Arnau Martínez i Serinyà Poesíes amoroses per Marián Aguiló i Fuster de Angel Aguiló La herencia de Wagner de Martinez Rücker |

### 1901
| Teatre | Música | Arts plàstiques | Literatura | Crítica literària |
| --- | --- | --- | --- | --- |
| Els mals pastors d'Octave Mirbeau Cigales y formigues de Santiago Rusiñol L'Allegria che passa (L'alegria que passa) de Santiago Rusiñol per la companyia Vitaliani Els encarrilats de Joan Torrendell 'La Rosons d'Apeles Mestres Trista aubada, Nit de Nadal de Josep Maria Folch i Torres i Jordà L'enredayre de Ramon Borda Companyia Vitaliani Libertá de Santiago Rusiñol María Stuart, actriu de la companyia La Vitaliani | Orquestra de Bayreuth de Múnic (IV) Orquestra de Bayreuth de Múnic (I) Concert Wagner-Berlioz Sonata Filarmónica de Berlín a Barcelona Sociedad de Conciertos clásicos de Enric Granados La Walkyria i Siegfried (II) Siegfrield Felix Weingartner interpreta Wagner, Weber i Beethoven | Exposició de cartells a Lo Sometent París exposició de Cartells de cigarrets habanos al Teatre Nacional de Buenos Aires Hermen Anglada a París Exposició intima a la Sala Parés, Quadre de Andreu Solà a la Sala Parés Bust de Falguière de Rodin a la Casa Masriera i Campins XVIII Exposició anual de pintura i escultura a Can Parés Exposició de París | Paisajes Parisienes de Manel Ugarte Nits de Tardor de Víctor Català Als nostres de Xavier Zengotita Bayona, Somríu, amor i Decandiment de Rafel Nogueras i Oller, L'Aventura de Tse-i-la del comte de Villiers de l'Isle Adam De romiatje de Antón Busquets i Punset La nina encantada de Ignasi Soler i Escofet Oració Maternal (I) de Xavier Viura Sensacions de Primavera de Víctor Català Al vi de Joaquim Ruyra Il trionfo di Giacomo Leopardi de F. Italo Giuffré Le parfum vierge de M. A. Cantone | La Bandera de Claudi Omar i Barrera La ciencia á Castella de Bardina Guía Práctica pera la filatura del cotó de Emili Riera La Derniére Journée de Sapphô per Gabriel Faure |

### 1902
| Teatre | Música | Arts plàstiques | Literatura | Crítica literària |
| --- | --- | --- | --- | --- |
| La pecadora d'Àngel Guimerà Actuacions de la companyia imperial de Tokio Article 'Els días de moda' de Salvador Vilaregut L'antich teatre grech Les representacions de Bayreuth Les representacions de Múnic | Els Pirineus per Pedrell Tannhauser Obres de Wagner per la societat de Concerts de la mà de Weingartner i Sonatas de Beethoven per Hugo Heermann i Karl Friedberg, Actuacions del pianista Paderewski Concerts de música clàssica de la Societat Filharmònica L'associació wagneriana Resposta al mestre Crickboom La tessis en el Parsifal de Wagner | Isidre Nonell i Marià Pidelaserra a la Sala Parés Eliseu Meifrèn i Roig al Cercle Artístic (Reial Cercle Artístic de Barcelona) Fantasia Nietszcheana de Joseph Mª Xiró a la Sala Parés, El Saló de París amb artistes internacionals catalans Exposició d'un grup d'en Josep Llimona a la Sala Parés Artistes y sectaris La exposició d'art antich El museu d'arts decorativas | Glop de neu de Jacint Verdaguer El misteri dels blats de Víctor Oliva Poema d'Alexandre de Riquer La por del Bagís guanyadora dels Jochs Florals de Girona Traducció de J.Pena de El drama wagnerià de Stewart Chamberlain Clixés de Maig de L'Escardot (Carme Karr i Alfonsetti) Diálech La prometensa de Gili GayLa voix séraphique de Hirsch, Traducció de La fortalesa de Harancourt per Guanyabens | Ayres del Montseny de Jacint Verdaguer La muse parlementaire de Petrus Durel i Boires baixes d'en Roviralta, Bonnin i Granados Las tormentas del 48 de Benito Pérez Galdós Impressions literaries de Busquets i Punset Émile Zola Els "drames rurals" de Víctor Català |

### 1903
| Teatre | Música | Arts plàstiques | Literatura | Crítica literària |
| --- | --- | --- | --- | --- |
| Teatres per Lluís Via Teatres per Emili Tintorer La pecadora d'Àngel Guimerà La festa del blat per Pompeu Gener El Teatre Català a la capital del Rosselló L'aniversari de Vilaregut L'enemic de Pous i Pagès | Artistas y cantants Giovanna de Napoli al Liceu Concerts per El XXè aniversari de la mort de Wagner a Barcelona Concerts Sechiari-Casella, La schola cantorum Concert de l'Orfeó de Sants Concert de la coral Catalunya Nova | La iglesia gótica de Pujol i Brull Exposicions de Nonell, Triadó i Brull a la Sala Parés i de cartells artístics d'en Lluís Plandiura al Cercle Artístic Sobre Santiago Rusiñol Pintura per Pujulà i Vallès Crítica de Critichs per Sebastià Junyent Necrològica de James McNeill Whistler Monument a Renan Exposició Nonell | Elevació de Baudelaire traduït per Guanyabéns Pirinenca de Joan Maragall Parsifal de Richard Wagner traducció de X.Viura i A.Ribera Glosa popular per Anton Busquets Una Cleo VII per Jeroni Zanné La presonera (rondalla) per Claudi Comabella Boyrada de Setembre per Lluís Salvador i Sarrá Una Cleo VIII per Jeroni Zanné S'ha perdut un noy per G.Vilanova Una Cleo IX per Jeroni Zanné | Unitat de la literatura catalana en temps de trobadors Notes i Clams de B.Sagrera i Voladurias d'Armengol Lo catalá ¿es Idioma o Dialecte? de Joseph Aladern John Ruskin per Sebastià Junyent Èdip rei Cal donar l'exemple per Lluís Via |

### 1904
| Teatre | Música | Arts plàstiques | Literatura | Crítica literaria |
| --- | --- | --- | --- | --- |
| Prometeu encadenat d'Èsquil Garín al Liceu Misteri de Dolor d'Adrià Gual Teatre Maeterlinck (Monna-Vanna, Joyzelle, Aglavaine et Selyssette) La alquería de A. Villegas Sobre el teatre castellà a Catalunya i el català a Madrid: Teatres "Vetllades artístiques" organitzades pel Círcul de Propietaris "Le retour de Jérusalem" del francès Maurice Donnay al Teatre Principal | Concert de Maria Gay (cantant) i Alfred Cortot (pianista) Concert de l'Orfeó Català al Teatre Novedades Òpera Louise de Gustave Charpentier Concert inaugural de l'orfeó Art y Patria al Progrés Autonomista Concert de Pau Casals i Harold Bauer al teatre Novetats Sigfrido, adaptació italiana del"Siegfried" de Wagner | Exposició de Llaverias, Riquer i Brull a la Sala Parés Crònica de la Sala Parés A proposit d'exposar obras mevas en la Sala Parés' per Sebastià Junyent Joan Ventosa al Saló Parés Sobre els artistes i Catalunya: Els emigrants(?) La revista Forma publicarà en els propers números una exposició d'originals Inauguració de la Sala Galofré al Palau de Belles Arts Exposició poc habitual de volums lligats artísticament al Saló Parés | Els Reys de Carles Arro i Arro Any nou, vida vella d'Octavi Pell Cuffí Del poble (Rossellonès) de J. Delpont El patró del bastiment de Josep Roig i Raventós Carn de llop d'Alfons Trinxet Els amors d'un lletrat de Jacobus Sabartés Els problemas de l'antologia grega Gloria de L'Escardot D'unas notas que tinch de Josep Maria Folch i Torres Cant primer del "Evangeli de la Vida". Prometheu y jo de Pompeu Gener | Ombrívoles (col·lecció de quatre obres) de Víctor Català El llibre dels poetes de Josep Carner Els jochs florals d'enguany La fabricanta de Dolors Monserdà Parfums de Jean Mariel La mort dels sexes de Nonce Casanova Questions literarias |

### 1905
| Teatre | Música | Arts plàstiques | Literatura | Crítica literària |
| --- | --- | --- | --- | --- |
| La regeneració de El dorado A fuerza de arrastrarse de José Echegaray Episodios del Quijote L'agència d'informes comercials de Pompeu Gener Rosmersholm de Henrik Ibsen La nit de l'amor de Rusiñol | Orfeó català Sobre l'Orfeó de Madrid Acte Associació Wagneriana Associació Musical de Barcelona Concerts a Barcelona Concert del Circul Musica Bohemi Concert de Pichot de Gay i Maria Lluisa Ritter Els mestres cantayres de Nurenberg al Liceu | L'art nou y l'art vell El progrés y l'art Primera exposició internacional de gomes bicromatades y altres procediments pigmentaris a la Casa Audouard A. Ros y Güell a Can Parés Torné Esquius a Can Parés Art y artistes Exposició al Circul Artístich Pintura i dibuix | La sirena Carnestoltes Dos crepuscles de Miquel Barberà Les dues flors (llibre del segle XIX) Pobreta gent de J. Pin y Soler Canillera, Finlandeses. L'amo y el masover Clixés de juny | Redempció de Carles de Fortuny, Bibliofilia Llibre de versos de Ferran Agulló y Vidal El llibre de les dones (o Espill) del mestre Jaume Roig Poesies inèdites d'en Carles Boselli Llibre d'amic e amat de Ramon Llull |

### 1906
| Teatre | Música | Arts plàstiques | Literatura | Crítica literària |
| --- | --- | --- | --- | --- |
| Amor i geografia de Bjørnstjerne Bjørnson L'impenitent de Ramon Ramon i Vidales Bodas de Plata, El amor a oscuras i La Retreta per Emili Tintorer Gira-sol de Ignasi Iglésias Les alegres comediantes d'Adrià Gual | Concerts Pederewski Òpera Empòrium de Eduard Marquina i Angulo (lletra) i Enric Morera i Viura (música) Orfeó barceloní al Teatre de les Arts Concerts de l'Orfeó Català Concerts Granados | Juli Borrell i Pla al seu taller del carrer Aragó Joan Llaverias i Labró al Saló del carrer Petritxol Exposició de la Lliga Regionalista Bruniselda per Carme Karr i Alfonsetti El saló i els independents Francisco Goitia a la Sala Parés Francisco Padilla i Pablo Gargallo a la Sala Parés | Goig de Antòn Benazet Des de París. Lo que's contará de F. Pujulá y Vallés La nit en els jardins per Alfons Maseras i Galtés Flors per Carles de Fortuny i de Miralles Sonets de Carlo Boselli Esboços cubans de Salvador Carbonell i Puig | Mediterrània de Miquel Costa i Llobera Al cel de Jacint Verdaguer Els fruits saborosos de Josep Carner Pilar Prim de Narcís Oller Els fruits saborosos de Josep Carner Pilar Prim de Narcís Oller,Bolves de L.Escardot, A la taleya de Pere Aldavert |